# Урунхайка
Урунхайка (каз. Ұрынқай) — село в Курчумском районе Восточно-Казахстанской области Казахстана. Входит в состав Тоскаинского сельского округа. Расположено на восточном берегу озера Маркаколь. Через село проходит Австрийская дорога. Код КАТО — 635239600.

## Население
В 1999 году население села составляло 439 человек (205 мужчин и 234 женщины). По данным переписи 2009 года в селе проживало 359 человек (174 мужчины и 185 женщин).